# MechWarrior 4: Mercenaries
MechWarrior 4: Mercenaries est un jeu vidéo de simulation de mecha développé par FASA Studio et édité par Microsoft Game Studios, sorti en 2002 sur Windows.
MekTek ressort une version gratuite du jeu le 30 avril 2010.

## Accueil
- GameSpot : 7,8/10[1]
- IGN : 9,1/10[2]
- Jeux vidéo Magazine : 13/20[3]